# Siphona atoma
Siphona atoma är en tvåvingeart som först beskrevs av Henry J. Reinhard 1947.  Siphona atoma ingår i släktet Siphona och familjen parasitflugor.
Artens utbredningsområde är Texas. Inga underarter finns listade i Catalogue of Life.